# Пунта-Раска (маяк)
Маяк Пунта-Раска (исп. Faro de Punta Rasca) — действующий маяк на канарском острове Тенерифе, в муниципалитете Арона. 

## История
Первый маяк был построен в 1895 году,  в том же стиле, что и другие канарские маяки XIX века как часть первого плана обеспечения безопасности судоходства между Санта-Крус-де-Тенерифе и портами западных Канарских островов. Первый маяк эксплуатировался до 1970-х годов, после чего был заменён более современной башней. 
Новый маяк был построен в 1978 году. Он представляет собой башню цилиндрической формы высотой 32 метра, белого цвета с красными кольцевыми полосами. Фокусная высота маяка 51 метр над уровнем моря, видимость 17 морских миль. Световая характеристика огня белого цвета — группо-проблесковый, 3 вспышки с интервалом двенадцать секунд.
Маяк обслуживается администрацией порта провинции Санта-Крус-де-Тенерифе. Он зарегистрирован под международным номером Адмиралтейства D2829 и имеет идентификатор NGA 113-23828.